# 鮎のうた
『鮎のうた』（あゆのうた）は、1979年（昭和54年）度後期放送のNHK「連続テレビ小説」第24作で、1979年10月1日から1980年（昭和55年）4月5日まで放送されたテレビドラマ。

## 概要
滋賀県・長浜市と、大阪府・大阪市の船場が舞台であり、滋賀県を主な舞台にした最初の朝ドラ作品である。
幼くして母を失った女性が船場の糸問屋に奉公し、一人前の御寮さんになるまでを描く。
ヒロインはオーディションによって山咲千里が選ばれた。山咲は本作が女優デビュー作である。
放送期間平均視聴率は42.7%、最高視聴率は49.1%（関東地区、ビデオリサーチ調べ）。全158回。
2000年4月3日から9月30日にBS2で再放送された。

## キャスト
浜中あゆ
演 - 山咲千里（幼少期：康乗美代子）
主人公。生まれと育ちは滋賀・長浜。
母の死後から今の家族環境に居場所が感じられない。17歳で大阪に出て、老女・鈴木ちえの元に世話になりながら舟場の糸問屋に奉公する。さまざまな困難や苦労を、持ち前の明るさで乗り越え、他の川に放流されてはじめて大きくなる琵琶湖の鮎のように、激しい流れに揉まれながら成長する。やがて大問屋を支える御寮さん（女主人）になっていく。
浜中すず
演 - 吉永小百合
あゆの母親で、保太郎の先妻。保太郎の帰りを待ち続けるが、あゆが8歳の時に過労による風邪で死去。
回想シーンに登場。
浜中保太郎
演 - 髙田次郎
あゆの父親。
浜中節子
演 - 馬渕晴子
あゆの義母で、保太郎の後妻（再婚相手）。性格は勝気。
木島先生
演 - 木村功
あゆの女学校の先生。
原田三之助
演 - 仲真貴
原田あや
演 - 三益愛子
原田政治郎
演 - 曾我廼家明蝶
市川秀一
演 - 宮崎達也
鈴木ちえ
演 - ミヤコ蝶々
田崎秀之助
演 - 藤岡琢也
水産試験場長。
船田源造
演 - 石井均
八田久美子
演 - 土田早苗
今井甚之助
演 - 佐野浅夫
ちりめん工場主。
せい
演 - 曾我廼家鶴蝶
中川
演 - 橋本功
忠夫
演 - 小島秀哉
為吉
演 - 芦屋小雁
和吉
演 - 花紀京
すみ
演 - 海原千里
五郎
演 - 西川きよし
くめ
演 - 正司花江
敏美
演 - 西岡慶子
和江
演 - 高森和子
長子
演 - 末永直実
桃子
演 - 松谷令子
吉田
演 - 茶川一郎
竹田
演 - 真田実
行商人
演 - 長門勇
他

## スタッフ
- 作 - 花登筺
- 音楽 - 小倉博
- イメージソング - 「わたしの旅立ち」（歌 - 小倉千波）
- 演出 - 土居原作郎、田中昭男、樋口昌弘、大森青児
- 制作 - 原晙二
- 語り - フランキー堺（最終回では、長浜駅の駅員役で顔出し出演）